# 알렉산드르 야첸코
알렉산드르 야첸코(Aleksandr Yatsenko, 1977년 5월 22일 ~ )는 소련의 배우, 텔레비전 배우이다.
볼고그라드에서 태어났다.

## 영화
- 어리드미아 (2017년)
- 아이스브레이커 (2016년)
- 모탈 어페어 (2016년) - 즈에브 역
- 인사이트 (2015년)
- 어 롱 앤드 해피 라이프 (2013년)
- 하트스 부메랑 (2011년)
- 후 엠 아이? (2010년)
- 헬프 곤 매드 (2009년)
- 크러쉬 (2009년)
- 자유로운 배회 (2006년)
- 아이 더즌트 헌트 (2006년)
- 양복 한 벌 (2003년)